# Kehlbinden-Bartvogel
Der Kehlbinden-Bartvogel (Capito dayi) ist eine Vogelart aus der Familie der Amerikanischen Bartvögel. Die Art kommt nur in Südamerika vor. Es werden keine Unterarten unterschieden. Die IUCN stuft den Kehlbinden-Bartvogel als nicht gefährdet (least concern) ein.

## Erscheinungsbild
Die Männchen der Kehlbinden-Bartvögel erreichen eine Flügellänge zwischen 8,5 und 9,7 Zentimeter. Der Schwanz misst zwischen 4,8 und 5,7 Zentimeter. Die Schnabellänge variiert zwischen 2,0 und 2,4 Zentimeter. Weibchen haben ähnliche Körpermaße.
Die Männchen haben einen leuchtend roten Oberkopf, eine rote Stirn und einen roten Nacken. Ein schmaler schwarzer Strich verläuft entlang der Basis und geht an den Kopfseiten in ein breiteres schwarzes Band über, das bis zum Nacken geht. Die Körperoberseite ist überwiegend schwarz, lediglich an den Körperseiten befindet sich jeweils ein großer, gelbweißer Fleck. Kinn und Kehle sind zimtfarben bis braun. Brust und Bauch sind gelblich-weiß, ein schwarzes Band verläuft über die Mitte der Körperunterseite. Die Federn der Schenkel sind grau mit gelber Spitze. Die Unterschwanzdecken sind rot. Die Augen sind dunkelbraun, die Beine und Füße sind olivfarben. Weibchen unterscheiden sich von den Männchen durch ihre vollständig schwarze Stirn und einen schwarzen Oberkopf und Nacken.
Verwechslungsmöglichkeiten mit Bartvogel-Arten, deren Verbreitungsgebiete sich mit dem des Kehlbinden-Bartvogels überlappen, bestehen kaum. Der Tupfenbartvogel und der Zimtbrust-Bartvogel sind partiell braun gefärbt. Der Goldbrust-Bartvogel (Eubucco richardsoni) ist deutlich kleiner als der Kehlbinden-Bartvogel.

## Verbreitungsgebiet, Lebensraum und Lebensweise

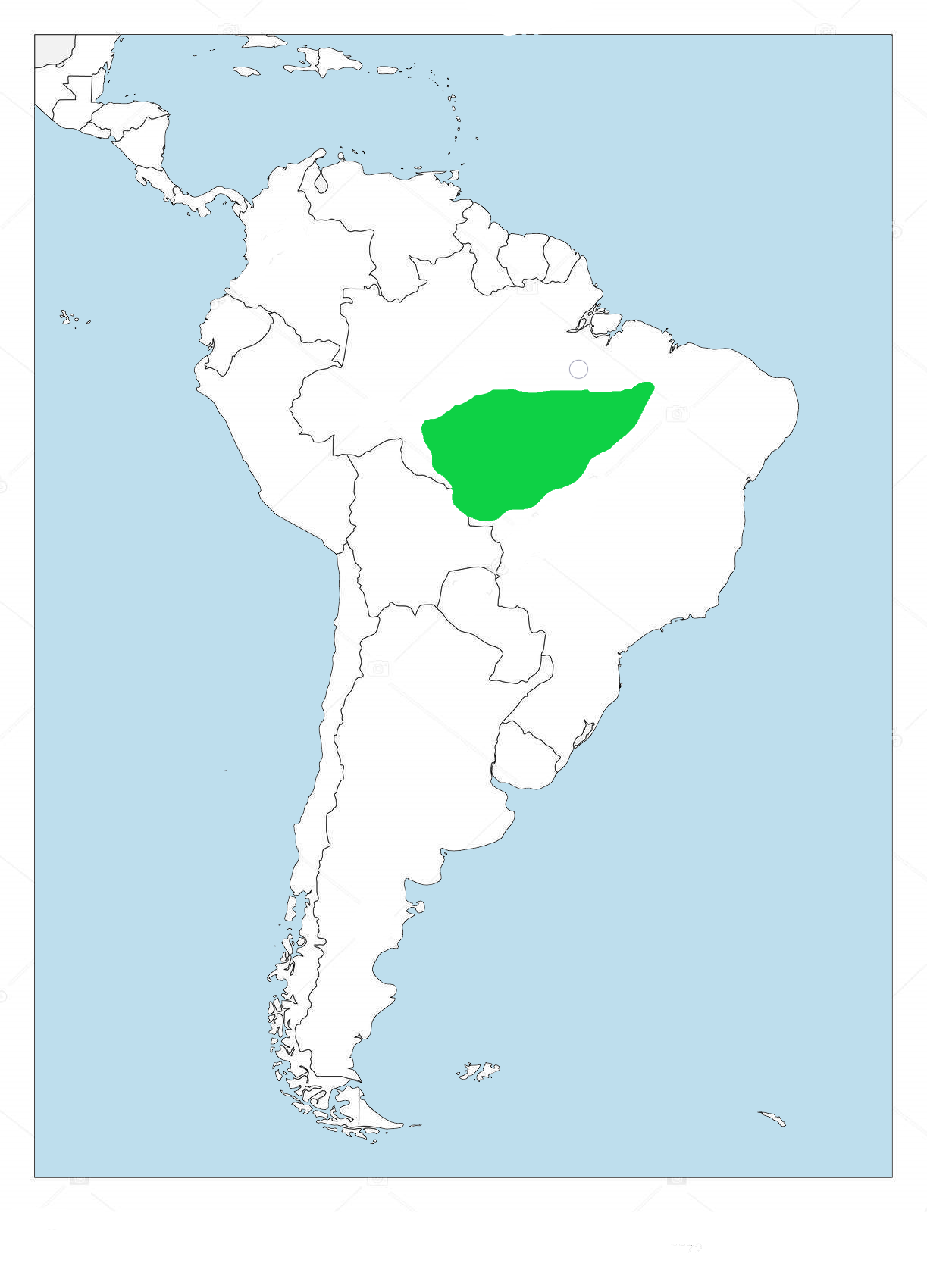
Verbreitungsgebiet des Kehlbinden-Bartvogels (grün)

Der Kehlbinden-Bartvogel kommt im Amazonasgebiet vor. Sein Verbreitungsgebiet reicht vom Nordosten Boliviens und vom Rio Madeira über den westlichen und mittleren Mato Grosso bis zum Rio Tocantins. Er ist ein seltener Vogel, der vor allem in Tieflagen zwischen 50 und 300 Höhenmetern vorkommt, im Nordosten Boliviens gelegentlich aber auch noch in Lagen von 550 Metern beobachtet wird.
Sein Lebensraum sind feuchte, tropische Wälder sowie Wälder entlang von Flüssen. Er nutzt auch Sekundärwald, sofern dieser fruchttragende Bäume aufweist und kommt auch auf aufgegebenen Kakaoplantagen vor. Er wird einzeln, paarweise oder in kleinen Familientrupps mit bis zu vier Individuen beobachtet und hält sich überwiegend in den Baumkronen auf. Über seine Fortpflanzungsbiologie ist nichts bekannt.

## Etymologie und Forschungsgeschichte
Die Erstbeschreibung des Kehlbinden-Bartvogels erfolgte 1916 durch George Kruck Cherrie unter dem wissenschaftlichen Namen Capito dayi. Das Typusexemplar wurde von Cherrie in Porto Velho am Rio Madeira während der Collins-Day South American Expedition gesammelt. 1816 hatte Louis Pierre Vieillot die neue Gattung Capito für den Tupfenbartvogel (Capito niger (Statius Müller, 1776)) (entspricht Tamatia à tête et gorges rouge von Buffon) eingeführt. Das Wort leitet sich vom lateinischen caput, capitis für Kopf ab. Der Artname dayi ist Lee Garnett Day (1890–1966) gewidmet, der die Expedition geführt hat.

## Belege

## Weblink
- Capito dayi in der Roten Liste gefährdeter Arten der IUCN 2013.2. Eingestellt von: BirdLife International, 2012. Abgerufen am 2. Februar  2014.